# Milton Bradley Company

Internationales Logo

Deutsches Logo

Milton Bradley, im deutschsprachigen Raum bekannter unter dem Namen MB Spiele, ist eine nach ihrem Gründer Milton Bradley (1836–1911) benannte Firma, die Spiele und Puzzles erfindet und herstellt.

## Frühe Geschichte
Die Firma wurde 1860, von dem 1836 in Vienna, Maine, USA geborenen Lithographen Milton Bradley, als Lithographischer Betrieb gegründet. Er gilt heute als Mitbegründer der Spieleindustrie in den Vereinigten Staaten und zählt dort zu den ältesten Spieleherstellern. Im Jahr 1860 brachte Bradley das Spiel The Checkered Game of Life (etwa Das bunte Spiel des Lebens) auf den Markt, als er auf der Suche nach neuen Einsatzmöglichkeiten für seine Maschinen war. Während des Sezessionskriegs wurde die Produktion kurzzeitig eingestellt, Bradley sah aber die Langeweile unter den Soldaten und stellte eine kleine Spielesammlung zusammen, diese enthielt Schach, Dame, Backgammon, Dominosteine und natürlich Bradleys eigenes Checkered Game of Life. Dadurch stand die Firma nach dem Krieg finanziell sehr gut da. Die Milton Bradley Company begann 1869 mit Bildungsbedarf und Lernspielen zu experimentieren, nachdem Milton Bradley einen Vortrag über die Kindergartenbewegung von Elizabeth Peabody hörte. In den 1870er Jahren produzierte Bradley Dutzende von Spielen und Puzzles. Zur Jahrhundertwende konnte Bradley sein Versprechen erfüllen und lieferte Bildungsbedarf und Lernspiele aus. Die Firma wuchs auch nach dem Tod ihres Gründers im Jahre 1911 stetig weiter.  Nach dem Tod von Bradley übernahm Ralph Ellis die Leitung, dieser übergab die Führung an Bradleys Schwiegersohn Robert Ingersoll und George Tapleys Sohn (Bester Freund von Milton Bradley) William. So übernahm Milton Bradley 1920 den Kinderbuch- und Spieleverlag McLoughlin Brothers.
1968 übernahm Milton Bradley den Spielzeughersteller Playskool.
1973 übernahm MB den Spielehersteller E.S. Lowe, der mit Yahtzee bekannt wurde.

## MB in der Gegenwart
1984 wurde MB von Hasbro übernommen. Der Mutterkonzern nahm danach kurzzeitig den Namen „Hasbro Bradley“ an, verkürzte diesen jedoch schon bald wieder auf „Hasbro“.
In Deutschland nutzte Hasbro ab 1985 die etablierten Strukturen der hiesigen MB-Tochter, um unter anderem die ein Jahr zuvor in den USA gestartete Spielzeugserie Transformers auch in Europa zu vertreiben. Zwar trugen die Spielzeugverpackungen ab 1986 den Namen Hasbros, der Vertrieb lief jedoch in Deutschland zunächst weiter über die Milton Bradley GmbH. Erst 1991 wurde die deutsche MB-Tochter infolge einer internationalen Durchsetzung des Namens „Hasbro“ offiziell in die Hasbro Deutschland GmbH umbenannt.
Sowohl in Deutschland als auch in den USA wurde MB lange Zeit aufgrund des hohen Bekanntheitsgrades als Tochtermarke Hasbros mit Schwerpunkt auf Gesellschaftsspiele weitergeführt. Mittlerweile wird die Marke allerdings nicht mehr verwendet.

## „MB präsentiert“
Die TV-Werbung für MB in den späten 1970er, 1980er und 1990er Jahren begann immer mit der gleichen Szene: Ein Junge schlägt einen großen Gong mit dem Schriftzug MB, während aus dem Hintergrund ein Sprecher die Ankündigung „MB präsentiert“ spricht. Anfang 2005 ließ Hasbro die Werbung wieder aufleben und präsentierte ein Spiel des Monats. Bereits Ende 2008 „präsentierte“ MB letztmals ein solches Spiel. Heute verwendet Hasbro gelegentlich einen Vorspann „Hasbro präsentiert“, in dem MB in Wort und Schrift durch Hasbro ersetzt wurde.

## Bekannte Spiele
- Die Claymore Saga
- Die Peking Akte
- Hinterhalt
- HeroQuest
- Hotel
- Inkognito
- Looping Louie
- Mankomania
- Maus reiß aus
- Money Money
- Panzerschlacht
- Schweinerei
- Slotter
- Spiel der Spiele
- Spiel des Lebens
- Spiel des Wissens
- StarQuest
- Stratego
- Traumtelefon
- Twister
- U-Boot-Jagd
- Die Gamemaster Series (bestehend aus Axis & Allies, Shogun und den nie in Deutschland erschienenen Broadsides and Boardingparties, Conquest of the Empire und Fortress America)
- Vier gewinnt
- Wer ist es?

## Konstruktionsspielzeug
- Plasticant

## Elektronisches Spielzeug
- Bigtrak
- Atlantis – Das Imperium kehrt zurück (in den USA unter dem Namen „Dark Tower“)
- Flottenmanöver (in den USA unter dem Namen "Battleship")
- Microvision
- Vectrex
- Senso (in den USA unter dem Namen „Simon“)
- Logic 5 (in anderen Ländern auch „Comp IV“ oder „Pythaligoras“)